# 710年代
710年代（ななひゃくじゅうねんだい）は、西暦（ユリウス暦）710年から719年までの10年間を指す十年紀。

## できごと

### 710年
- 日本、平城京へ遷都。奈良時代はじまる。

### 711年
- ウマイヤ朝、西ゴート王国を滅ぼしてイベリア半島を占領。

### 712年
- 日本で『古事記』完成。太安万侶、『古事記』を撰上する。
- 唐で皇太子李隆基が皇帝に即位（玄宗）。唐は最盛期を迎える。

### 713年
- 日本で諸国に「風土記」の編纂を命ずる。国・郡・郷名に好字選ばせる。

### 715年
- 日本で元明天皇譲位し、元正天皇が即位する。里を郷に改め、郷を2・3の里に分ける。

### 717年
- 東ローマ帝国でレオーン3世が皇帝に即位。イサウリア王朝を開く。

### 718年
- 東ローマ皇帝レオーン3世、コンスタンティノポリスを包囲したウマイヤ朝軍を撃退。
- 藤原不比等等に命じて、律令を選定する（養老律令）。